# Nippo-Vini Fantini/Saison 2015
Diese Liste beschreibt die Mannschaft und die Erfolge des Radsportteams Nippo-Vini Fantini in der Saison 2015.

## Saison 2015

### Erfolge in der UCI Asia Tour
In den Rennen der Saison 2015 der UCI Asia Tour gelangen die nachstehenden Erfolge.
| Datum             | Rennen                         | Kat. | Sieger               |
| ----------------- | ------------------------------ | ---- | -------------------- |
| 20. Mai           | 3. Etappe Tour of Japan        | 2.1  | Nicolas Marini       |
| 11. September     | 1. Etappe Tour de Hokkaidō     | 2.2  | Riccardo Stacchiotti |
| 12. September     | 2. Etappe Tour de Hokkaidō     | 2.2  | Daniele Colli        |
| 13. September     | 3. Etappe Tour de Hokkaidō     | 2.2  | Riccardo Stacchiotti |
| 11.–13. September | Gesamtwertung Tour de Hokkaidō | 2.2  | Riccardo Stacchiotti |
| 6. Oktober        | 4. Etappe Tour of China I      | 2.1  | Daniele Colli        |
| 2.–9. Oktober     | Gesamtwertung Tour of China I  | 2.1  | Daniele Colli        |
| 13. Oktober       | 2. Etappe Tour of China II     | 2.1  | Nicolas Marini       |
| 14. Oktober       | 3. Etappe Tour of China II     | 2.1  | Nicolas Marini       |
| 18. Oktober       | 6. Etappe Tour of China II     | 2.1  | Nicolas Marini       |

### Erfolge in der UCI Europe Tour
In den Rennen der Saison 2015 der UCI Europe Tour gelangen die nachstehenden Erfolge.
| Datum    | Rennen                        | Kat. | Sieger             |
| -------- | ----------------------------- | ---- | ------------------ |
| 19. Juni | 1. Etappe Slowenien-Rundfahrt | 2.1  | Pierpaolo De Negri |

### Abgänge – Zugänge
| Zugänge         | Team 2014         | Abgänge          | Team 2015               |
| --------------- | ----------------- | ---------------- | ----------------------- |
| Damiano Cunego  | Lampre-Merida     | Grega Bole       | CCC Sprandi Polkowice   |
| Daniele Colli   | Neri Sottoli      | Yuma Koishi      | CCT p/b Champion System |
| Mattia Pozzo    | Neri Sottoli      | Daniel Paulus    | Team Vorarlberg         |
| Antonio Nibali  | Marchiol Emisfero | Kim Magnusson    | TreBerg-Bianchi         |
| Giacomo Berlato | Neoprofi          | Willie Smit      | Team Europcar SA        |
| Iuri Filosi     | Neoprofi          | Takashi Miyazawa | Karriereende            |
| Nicolas Marini  | Neoprofi          | Yuya Akimaru     | Unbekannt               |
|                 |                   | Fernando Sabat   | Unbekannt               |

### Mannschaft
| Name                 | Geburtstag         | Nationalität |              |
| -------------------- | ------------------ | ------------ | ------------ |
| Giacomo Berlato      | 5. Februar 1992    | Italien      |              |
| Alessandro Bisolti   | 7. März 1985       | Italien      |              |
| Daniele Colli        | 19. April 1982     | Italien      |              |
| Damiano Cunego       | 19. September 1981 | Italien      |              |
| Pierpaolo De Negri   | 5. Juni 1986       | Italien      |              |
| Iuri Filosi          | 17. Januar 1992    | Italien      |              |
| Eduard Michael Grosu | 4. September 1992  | Rumänien     |              |
| Manabu Ishibashi     | 30. November 1992  | Japan        |              |
| Shiki Kuroeda        | 8. Januar 1992     | Japan        |              |
| Alessandro Malaguti  | 22. September 1987 | Italien      |              |
| Nicolas Marini       | 29. Juli 1993      | Italien      |              |
| Antonio Nibali       | 23. September 1992 | Italien      |              |
| Mattia Pozzo         | 26. Januar 1989    | Italien      |              |
| Riccardo Stacchiotti | 8. November 1991   | Italien      |              |
| Antonio Viola        | 21. September 1990 | Italien      |              |
| Genki Yamamoto       | 19. November 1991  | Japan        |              |
| Stagiaires           | Stagiaires         | Nationalität | Nationalität |
| Emanuele Onesti      | Emanuele Onesti    | Italien      |              |